# Palpita nigricollis
Palpita nigricollis es una especie de polillas perteneciente a la familia Crambidae descrita por Pieter Cornelius Tobias Snellen en 1895.
Se encuentra en Tailandia, Camboya, Malasia peninsular, Sumatra, Bali, Borneo, Java, Filipinas y Célebes
Su hábitat se extiende desde los valles a los bosques de montaña (hasta 1.400 m).